# بينيالسوردو
بلدية بينيالسوردو (بالإسبانية: Peñalsordo)‏, هي إحدى بلديات مقاطعة بطليوس, التي تقع في منطقة إكستريمادورا, والتي تقع في غرب إسبانيا.
يبلغ عدد سكانها 1.463 نسمة وفقاً لإحصائية سنة (2002).